# Thecla ethemon
Thecla ethemon är en fjärilsart som beskrevs av Pieter Cramer 1776. Thecla ethemon ingår i släktet Thecla och familjen juvelvingar. Inga underarter finns listade i Catalogue of Life.